# Anders Frandsen
Anders Frandsen (Kopenhagen, 8 december 1960 - Gentofte, 1 januari 2012) was een Deens zanger, acteur en presentator.

## Biografie
Frandsen begon te zingen en acteren in de jaren tachtig. In 1991 nam hij deel aan Dansk Melodi Grand Prix, de Deense voorronde voor het Eurovisiesongfestival. Met het nummer Lige der hvor hjertet slår won hij Dansk Melodi Grand Prix 1991. Hierdoor mocht hij zijn vaderland vertegenwoordigen op het Eurovisiesongfestival 1991 in de Italiaanse hoofdstad Rome. Daar eindigde hij op de negentiende plaats.
Hierna ging hij zich volledig toeleggen op zijn televisiecarrière. Hij begon te presenteren op TV3 en presenteerde Dansk Melodi Grand Prix 1992. Op nieuwjaarsdag 2012 werd hij dood teruggevonden in zijn appartement in Gentofte. Hij had een barbecue aangestoken in zijn slaapkamer, wat geleid heeft tot koolstofmonoxidevergiftiging. In zijn appartement werd ook een afscheidsbrief gevonden, wat tot de conclusie van zelfmoord leidde. Frandsen werd 51 jaar oud.
1957: Birthe Wilke & Gustav Winckler · 
1958: Raquel Rastenni · 
1959: Birthe Wilke · 
1960: Katy Bødtger · 
1961: Dario Campeotto · 
1962: Ellen Winther · 
1963: Grethe & Jørgen Ingmann · 
1964: Bjørn Tidmand · 
1965: Birgit Brüel · 
1966: Ulla Pia · 
1978: Mabel · 
1979: Tommy Seebach · 
1980: Bamses Venner · 
1981: Tommy Seebach & Debbie Cameron · 
1982: Brixx · 
1983: Gry Johansen · 
1984: Hot Eyes · 
1985: Hot Eyes · 
1986: Trax · 
1987: Anne Cathrine Herdorf & Bandjo · 
1988: Hot Eyes · 
1989: Birthe Kjær · 
1990: Lonnie Devantier · 
1991: Anders Frandsen · 
1992: Lotte Nilsson & Kenny Lübcke · 
1993: Tommy Seebach Band · 
1995: Aud Wilken · 
1997: Kølig Kaj · 
1999: Michael Teschl & Trine Jepsen · 
2000: Olsen Brothers · 
2001: Rollo & King · 
2002: Malene · 
2004: Tomas Thordarson · 
2005: Jakob Sveistrup · 
2006: Sidsel Ben Semmane · 
2007: DQ · 
2008: Simon Mathew · 
2009: Niels Brinck · 
2010: Chanée & N'evergreen · 
2011: A Friend in London · 
2012: Soluna Samay · 
2013: Emmelie de Forest · 
2014: Basim · 
2015: Anti Social Media · 
2016: Lighthouse X · 
2017: Anja Nissen · 
2018: Rasmussen · 
2019: Leonora · 
2021: Fyr & Flamme · 
2022: REDDI · 
2023: Reiley · 
2024: Saba · 
2025: Sissal